# 有年駅

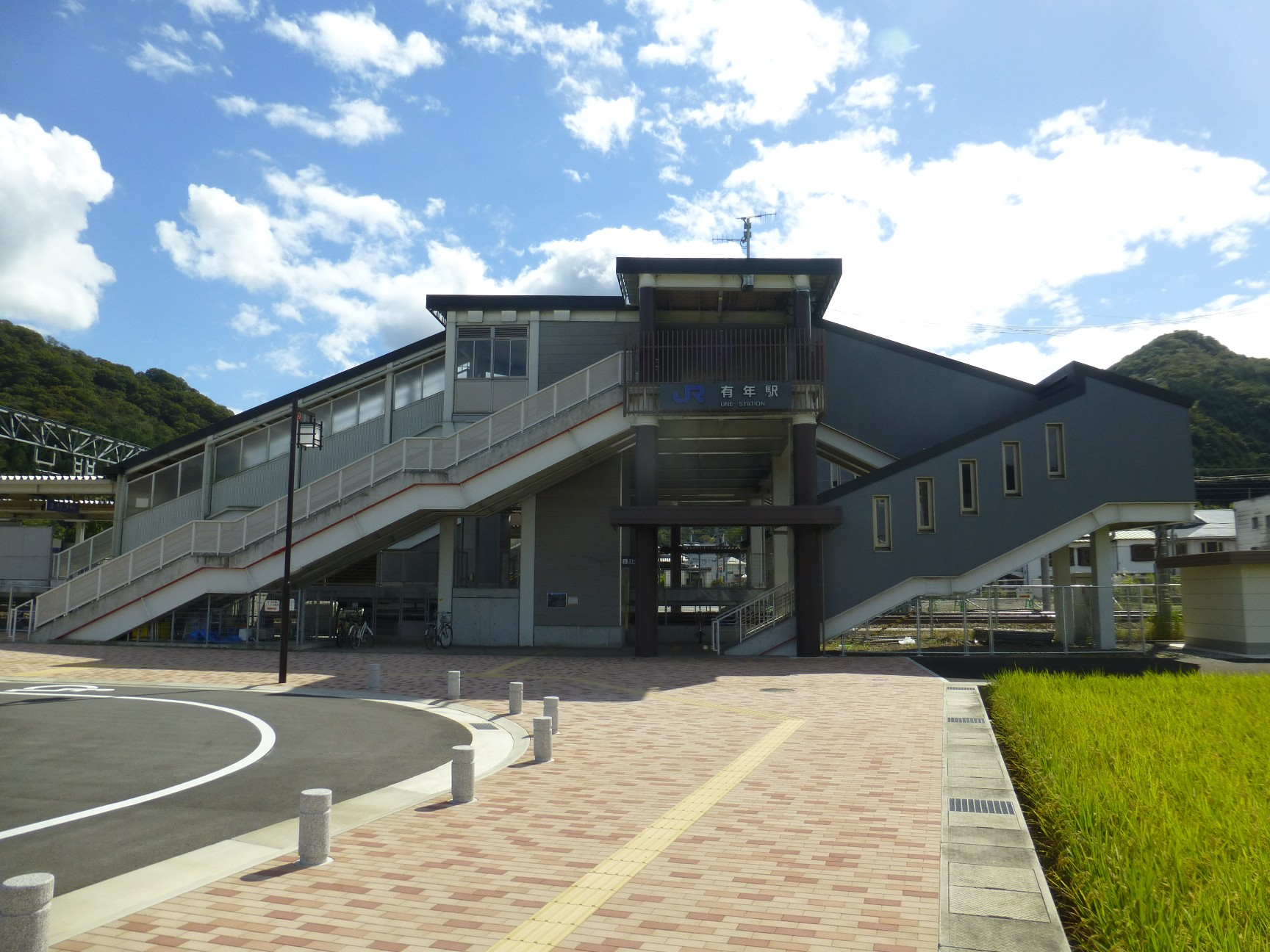
北口（2018年10月）

有年駅（うねえき）は、兵庫県赤穂市有年横尾にある、西日本旅客鉄道（JR西日本）山陽本線の駅である。

## 歴史
- 1890年（明治23年）
  - 7月10日：山陽鉄道竜野駅 - 当駅間開通時に終着駅として開設[1][3]。旅客・貨物取扱開始[3]。
  - 12月1日：山陽鉄道当駅 - 三石駅間延伸、途中駅となる。
- 1906年（明治39年）12月1日：山陽鉄道国有化[3]、官設鉄道の駅となる。
- 1921年（大正10年）4月14日：赤穂鉄道開通。
- 1951年（昭和26年）12月12日：赤穂鉄道廃止。
- 1961年（昭和36年）6月1日：貨物取扱廃止[3]。
- 1984年（昭和59年）2月1日：荷物扱い廃止[3]。
- 1987年（昭和62年）4月1日：国鉄分割民営化に伴い、JR西日本の駅となる[3]。
- 1997年（平成9年）3月8日：JR神戸線標準接近メロディ「さざなみ」導入[5]。
- 2013年（平成25年）3月16日：新2番のりば使用開始。
- 2014年（平成26年）4月30日：北口改札を新設。
- 2016年（平成28年）5月23日：新1番のりば工事完成、使用開始。
- 2017年（平成29年）10月1日：橋上駅舎全面使用開始[2]。無人駅化[2]。
- 2018年（平成30年）9月15日：ICカード「ICOCA」が利用可能となる[6]。

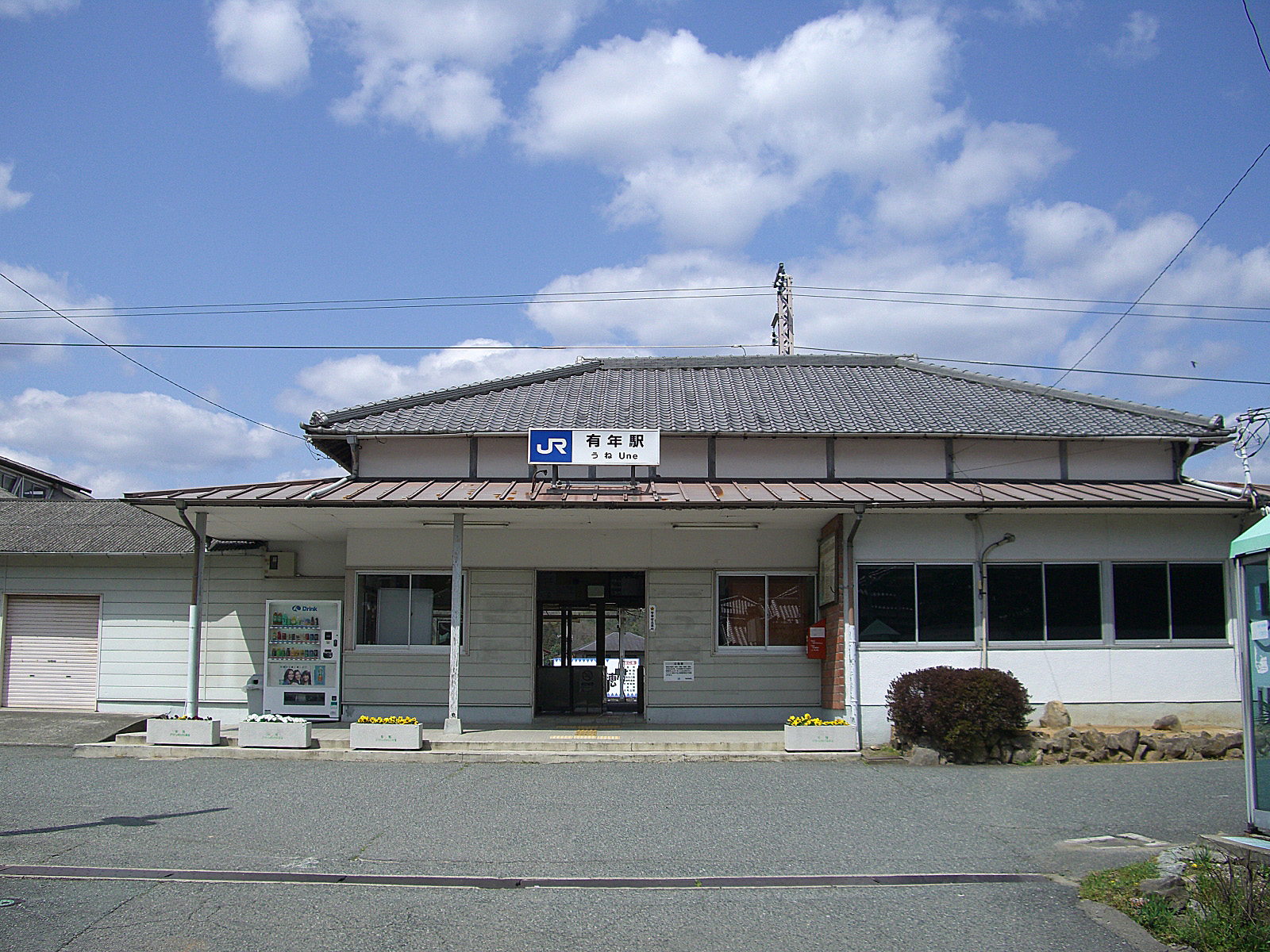
地上駅時代の駅舎（2007年4月）
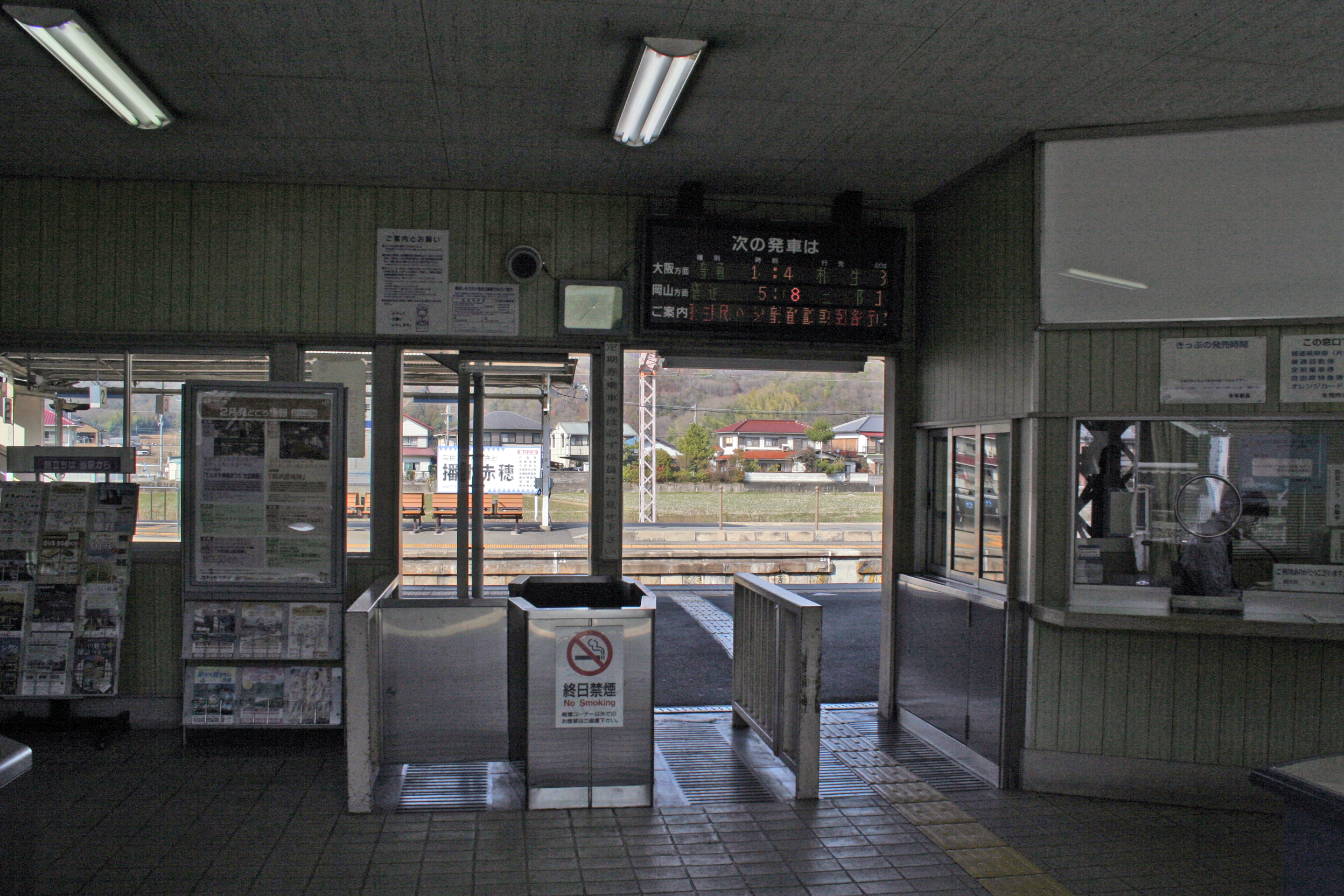
地上駅時代の改札口（2009年2月）
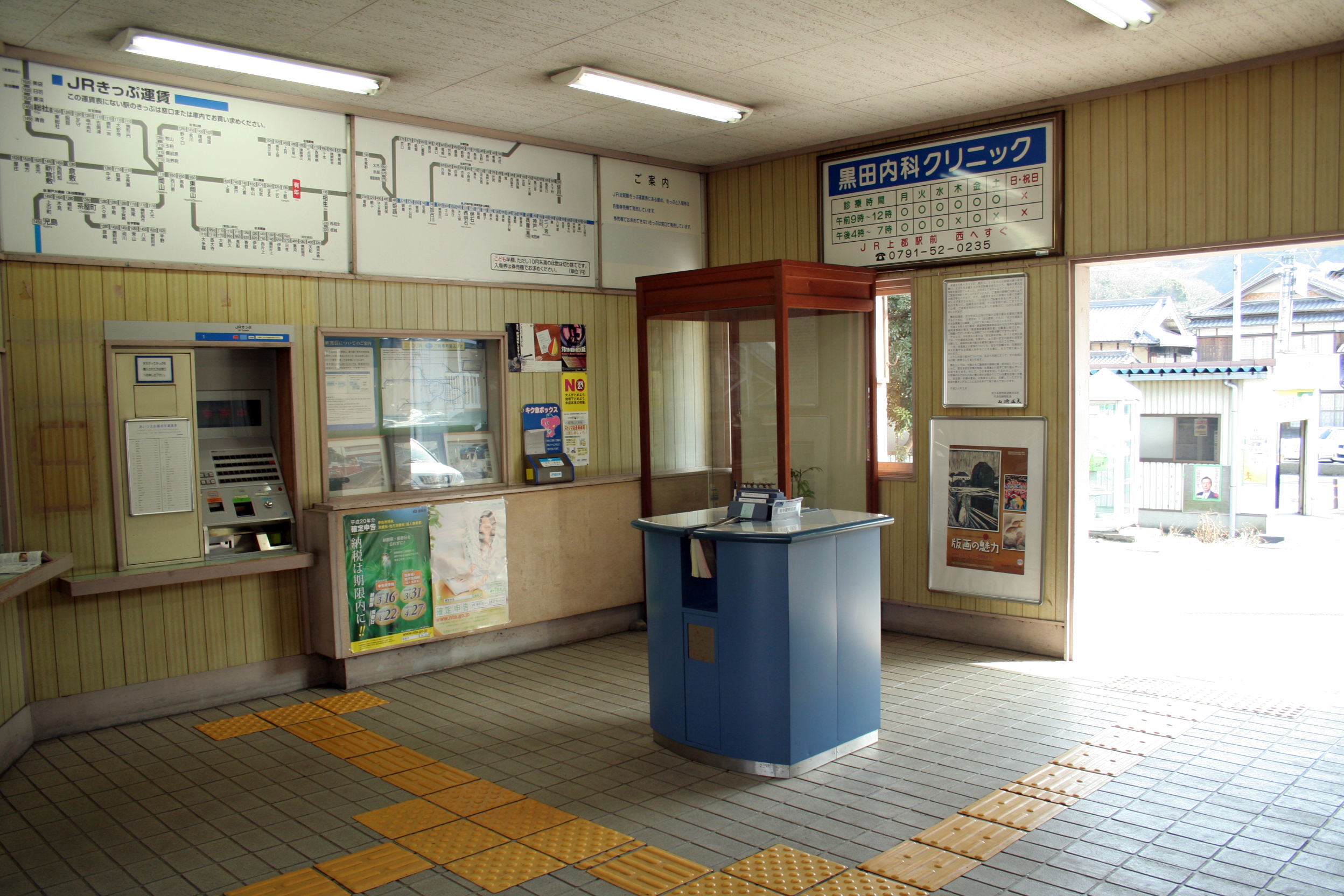
地上駅時代の乗車発券売所（2009年2月）

## 駅構造
相対式ホーム2面2線を有する地上駅。橋上駅舎を備える。
旧駅舎時代は直営駅（相生駅管理）、窓口で乗車券類を発売していたが、橋上駅舎使用開始と同時に無人駅となった。旧駅舎は兵庫県現存最古の駅舎とされていた（現在は1894年（明治27年）の播但線香呂駅と鶴居駅）。
無人駅だが、駅事務室・窓口と有人改札スペースが施錠してカーテンを閉じた上で確保されている他、ICOCA等の交通系ICカードへの入金に対応した自動券売機と、簡易型自動改札機が設置されている。
2012年夏より橋上駅舎建設が始まり、2015年頃の竣工が見込まれていたが工期が遅れ、2017年10月より全面的に使用開始となった。工事期間中は2013年3月から上り本線外側に新設されたホームが使用開始、2016年には旧2番のりばを転用した下り線のりばが完成した。2017年7月時点ではまだ橋上駅舎の自由通路南口側階段と駅事務室・改札口スペースが完成していなかったため、1番のりばには従来の駅舎への仮設通路が設けられていた。
上りホームは線路に併せカーブしており列車がホーム側に傾いて入線する。
当駅は米原駅 - 上郡駅間の駅では唯一、自動放送が「JR京都・神戸線運行管理システム」対応型となっておらず（近江塩津駅 - 坂田駅間は、長浜駅のみ運行管理システム対応型放送）、永楽型の自動放送となっている。

### のりば
| のりば | 路線     | 方向 | 行先           |
| ------ | -------- | ---- | -------------- |
| 1      | 山陽本線 | 下り | 上郡・岡山方面 |
| 2      | 山陽本線 | 上り | 相生・姫路方面 |

## 利用状況
「兵庫県統計書」によると、2023年（令和5年）度の1日平均乗車人員は206人である。
近年の1日平均乗車人員の推移は以下の通り。
| 年度   | 1日平均 乗車人員 |
| ------ | ---------------- |
| 1995年 | 687              |
| 1996年 | 686              |
| 1997年 | 644              |
| 1998年 | 609              |
| 1999年 | 601              |
| 2000年 | 585              |
| 2001年 | 543              |
| 2002年 | 514              |
| 2003年 | 498              |
| 2004年 | 478              |
| 2005年 | 435              |
| 2006年 | 401              |
| 2007年 | 357              |
| 2008年 | 320              |
| 2009年 | 300              |
| 2010年 | 289              |
| 2011年 | 284              |
| 2012年 | 288              |
| 2013年 | 308              |
| 2014年 | 295              |
| 2015年 | 307              |
| 2016年 | 283              |
| 2017年 | 281              |
| 2018年 | 261              |
| 2019年 | 246              |
| 2020年 | 192              |
| 2021年 | 215              |
| 2022年 | 213              |
| 2023年 | 206              |

## 駅周辺
- 有年原・田中遺跡公園
- 赤穂ふれあいの森
- かぶ〜んうね：カブトムシ飼育施設
- 有年郵便局
- JA兵庫西有年支店
- 国道2号
- 国道373号
- 赤穂市内循環バス（ゆらのすけ）「JA有年」停留所

## 隣の駅
西日本旅客鉄道（JR西日本）
 山陽本線
■新快速・■普通（普通列車は明石駅以東は快速）
相生駅 - 有年駅 - 上郡駅

### かつて存在した路線
赤穂鉄道
赤穂鉄道線
有年駅 - 富原駅